# 具象藝術
具象藝術，或稱具象主義、寫實，是指藝術的描繪形象，明顯為源自現實對象或極為相似的藝術，並強調將現實世界的事物呈現至繪畫和雕塑作品中，因而具有代表性的流派，此術語通常與抽象藝術形成對比：
自從抽象藝術出現以來，具像一詞就被用來指代任何形式的現代藝術，並保留了對現實世界的強烈參考。
繪畫和雕塑可以分為具象、表象和抽象三個類別，嚴格來說，具象藝術是源自或提煉自比喻或其他自然來源。然而，「具體」有時被用作非代表性藝術和非客觀藝術的同義詞，即沒有源自於圖案或對象的藝術。因此，該流派並不等同於人物畫或代表人體的藝術，儘管人類和動物形象是在該流派常見的主題。

## 定義
具象藝術所依賴的正式元素則是在藉由設計時所創造的美學效果，包括在線條、形狀、顏色、黑暗、重量、體積、紋理和透視等，儘管這些設計元素在創建其他類型的圖像時能夠發揮作用，例如抽象或非代表性或非客觀的二維藝術。然而，具象藝術的不同之處則是在於，上述元素經常用來創造形式和空間的印象、幻覺，通常用來強調描繪的敘事。

## 沿革
具象藝術的發展，實質是源自對人們對抽象形狀的含蓄理解。古希臘的人物雕塑並不自然主義，因為其形式偏向理想化和幾何化。英國藝術史學家與藝術理論家恩斯特·贡布里希稱：「這種嚴格的圖像約束為「埃及方法」，指的是古埃及艺术中基於記憶的圖像清晰度。隨著時間的推移，理想化的風格逐漸轉向觀察，古典雕塑中出現了以平衡、理想的幾何形式，或是更加現實主義的比喻藝術，該發展可追溯至公元前480年的古典时代。 希臘人稱這種基於視覺觀察的風格為「摹仿」。直到印象派時期，具象藝術都在嘗試調和這些對立原則。
自文藝復興初期、曼尼爾主義到巴洛克风格，以及18、19和20世紀的繪畫，具象藝術的影響逐漸擴大。其中該藝術演變中一個重要的里程碑，是西方繪畫中已知的第一幅仰臥裸體畫作《沉睡的維納斯》（1510年）由乔尔乔内創作。他引入了女性裸體藝術作為畫作主題，開啟了一系列著名的繪畫風潮。
尼古拉·普桑（1594-1665）是一位法國古典主義的畫家，其作品以清晰、邏輯和秩序的特色為主，偏愛線條而非色彩，是17世紀法國巴洛克時期最重要畫家。他對像雅克-路易·大衛、让·奥古斯特·多米尼克·安格尔和保羅·塞尚等古典主义画派的藝術家產生了重要的影響。其中，新古典主义画派的崛起也引發了古斯塔夫·库尔贝和愛德華·馬奈的现实主义，从而引领了20世纪多方面具象藝術的發展。
2018年11月，科學家報告了印度尼西亚婆罗洲邦傑里吉薩利赫洞穴中發現的一幅未知動物，被視為已知最古老的已知的具象藝術繪畫，年代可追溯超過40,000年之久（可能達到52,000年）。

## 範例

### 建築、城市景觀

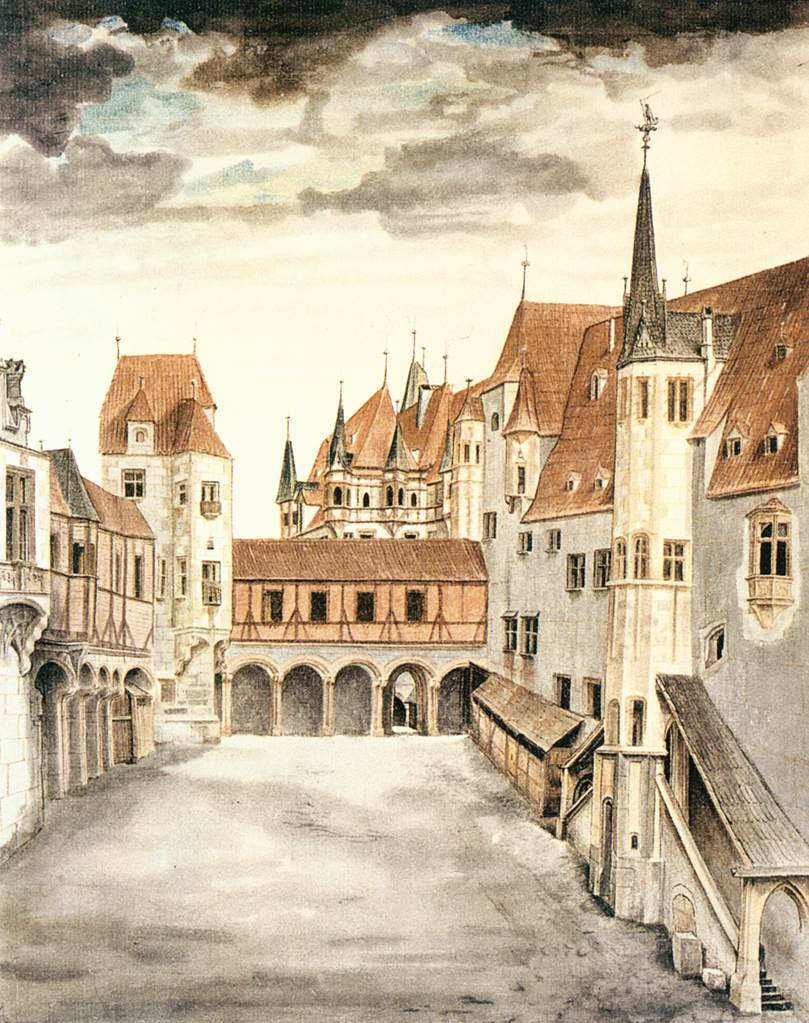
阿尔布雷希特·丢勒（1494年）的《因斯布鲁克城堡庭院》
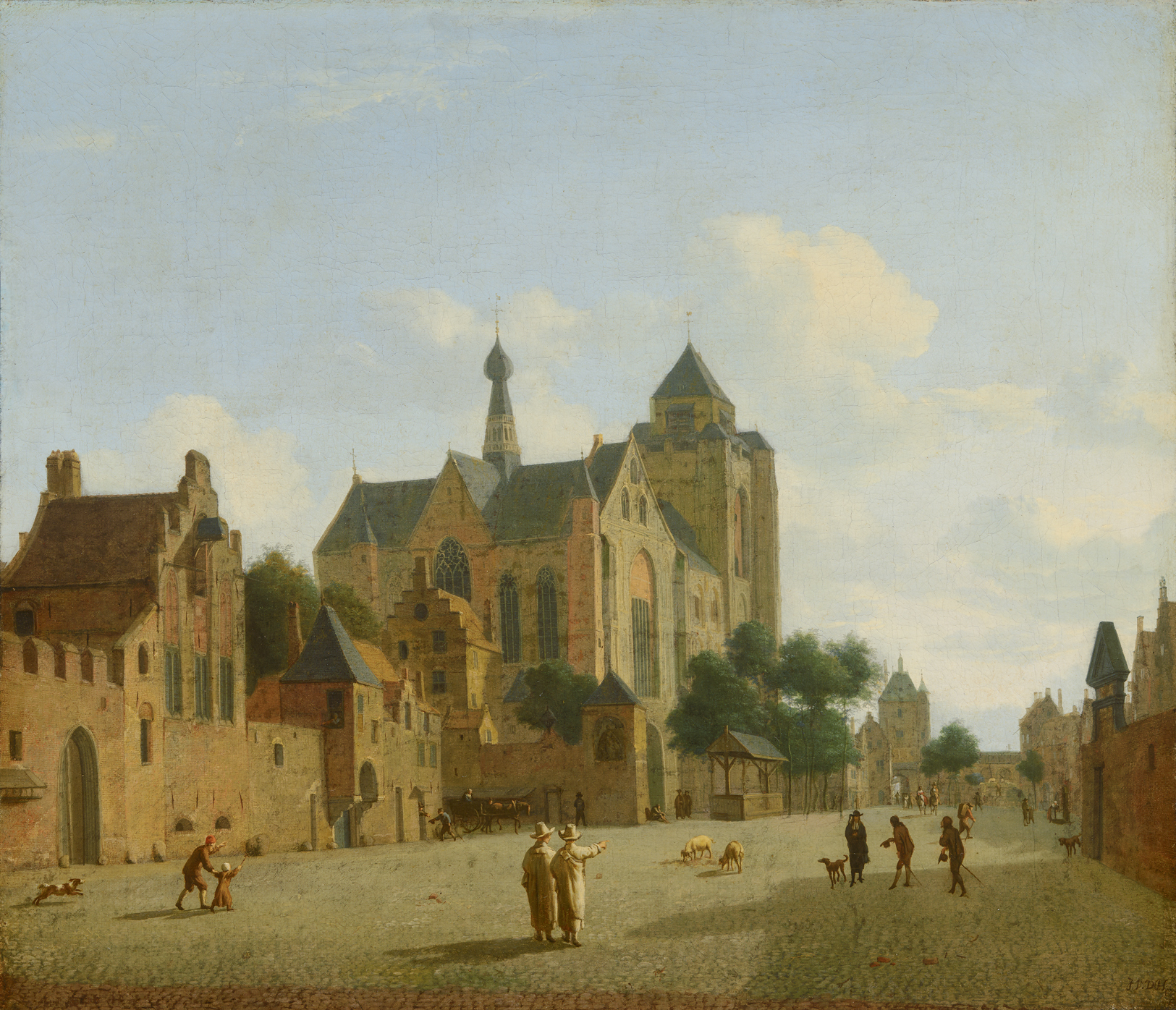
揚·范德爾·海登（英语：Jan van der Heyden） (1652年) 《维尔教堂》
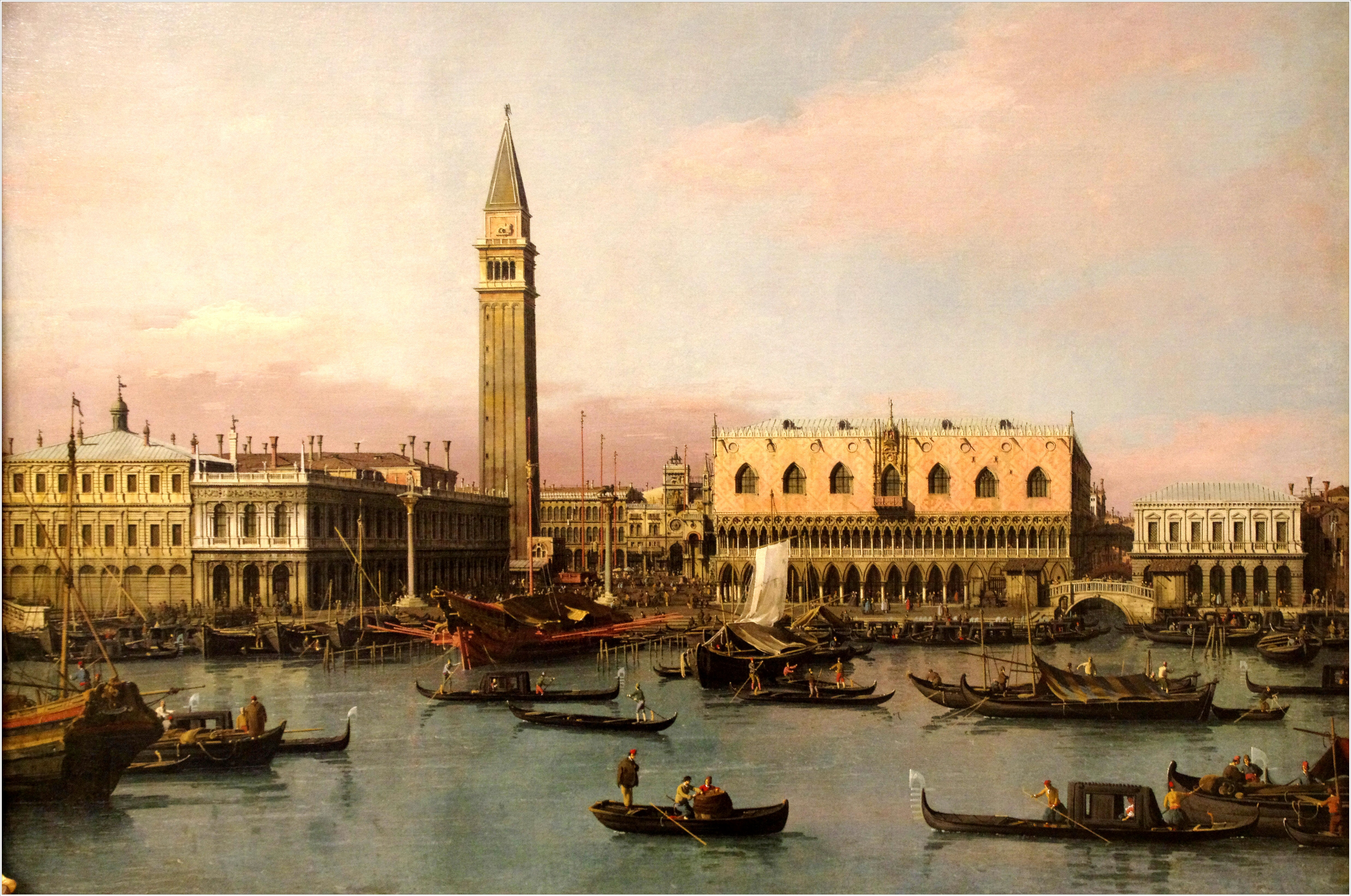
卡納萊托 (1737年) 《威尼斯圣马可广场和圣马可海湾的景色》
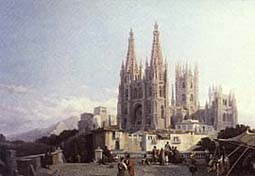
弗朗索瓦-安托萬·博舒埃（英语：François-Antoine_Bossuet）(1851年）《布尔戈斯大教堂》

### 歷史畫

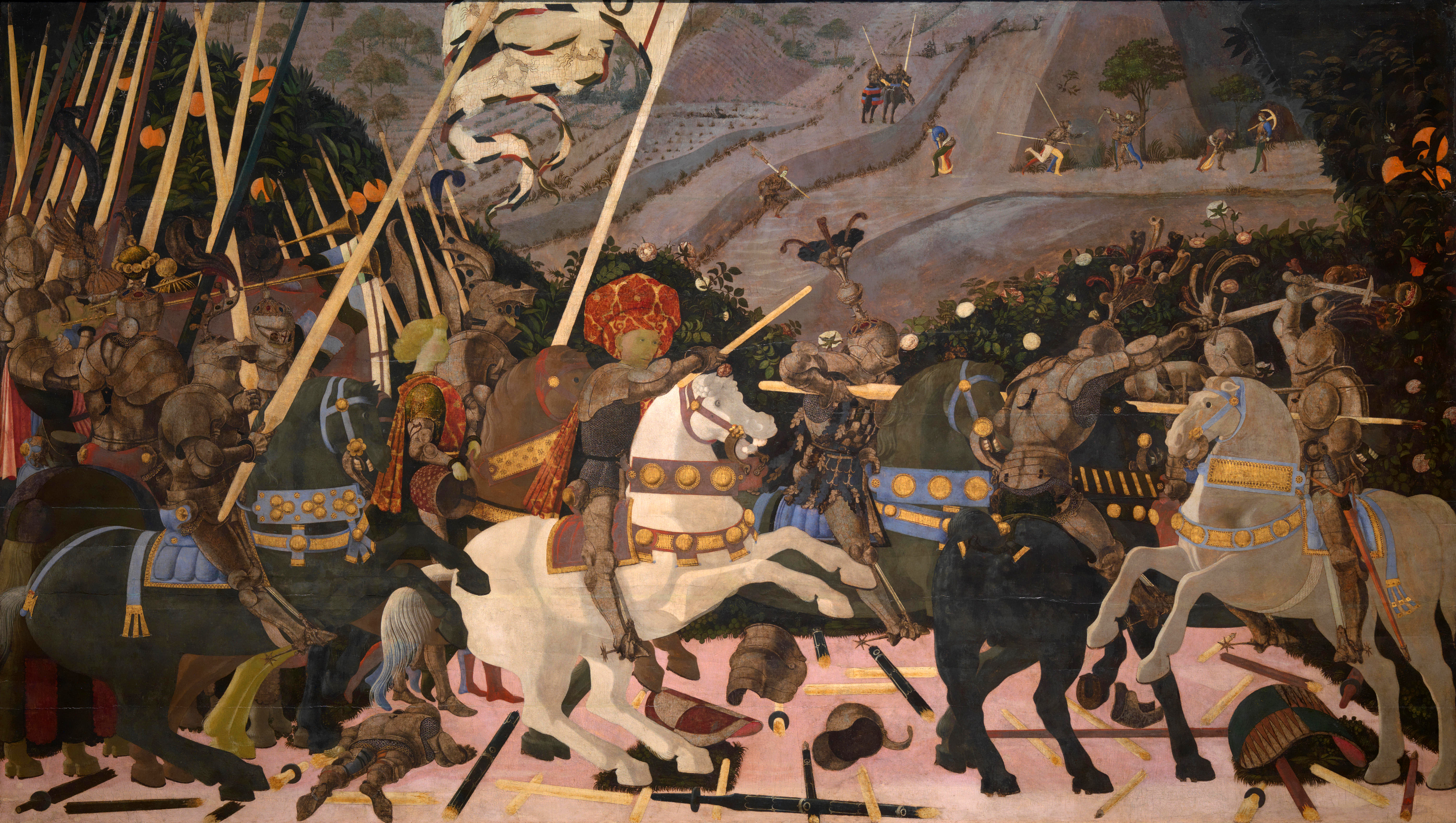
保羅·烏切洛（1438-1440）的《聖羅馬諾之戰》
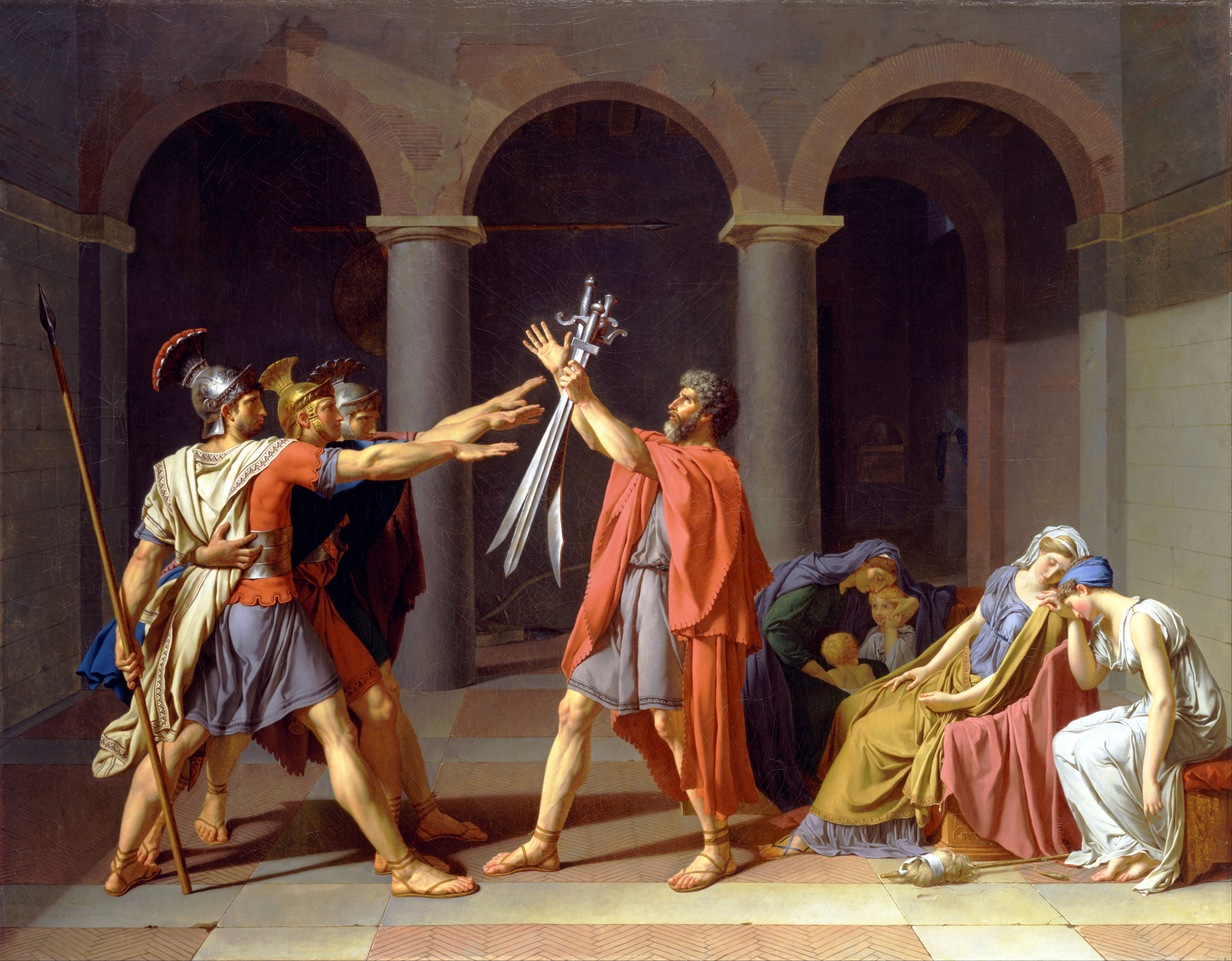
賈克-路易·大衛（1786）的《奧拉斯基兄弟的誓言》
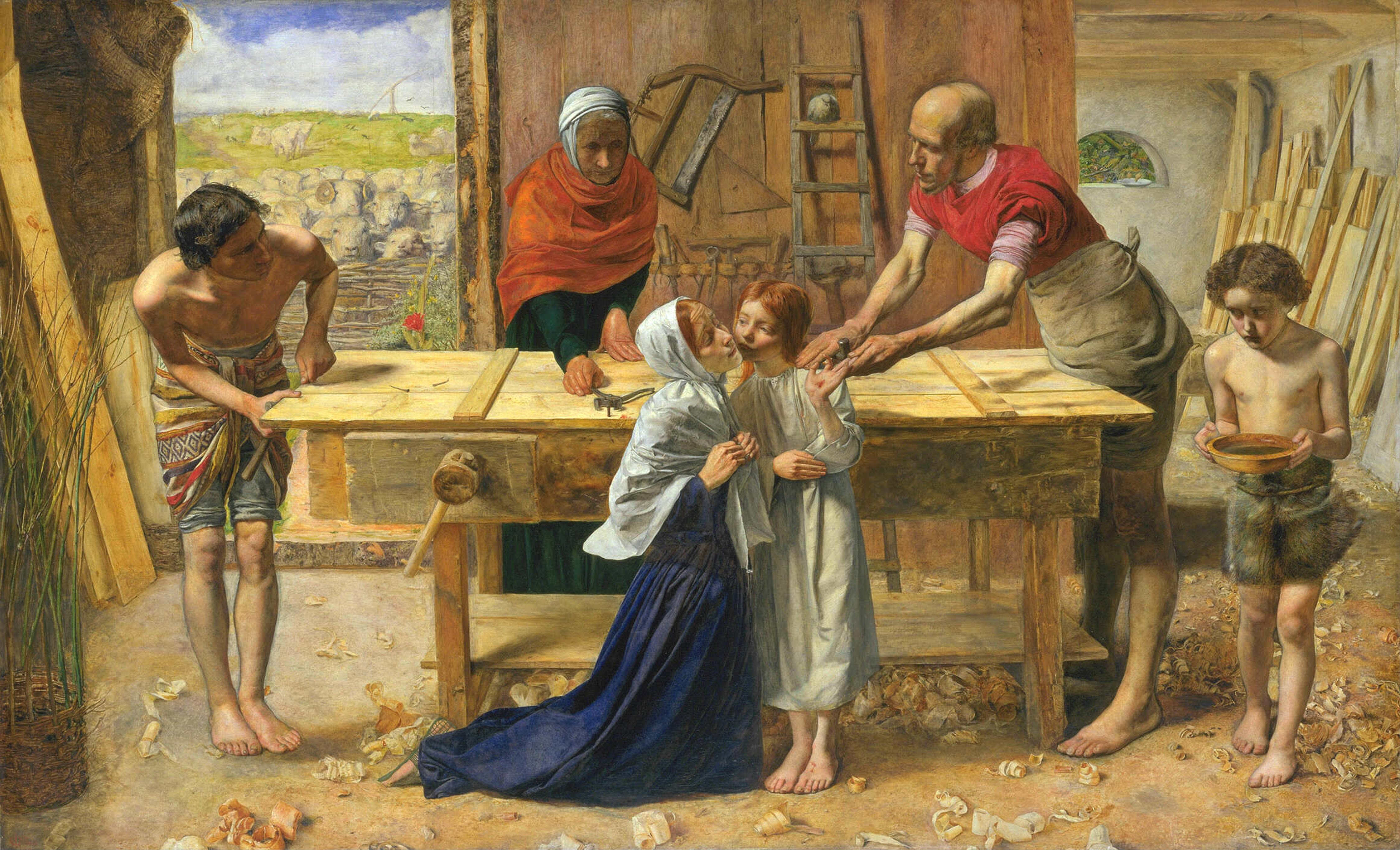
約翰·艾佛雷特·米萊（1854-1860）的《耶穌在父母家中》
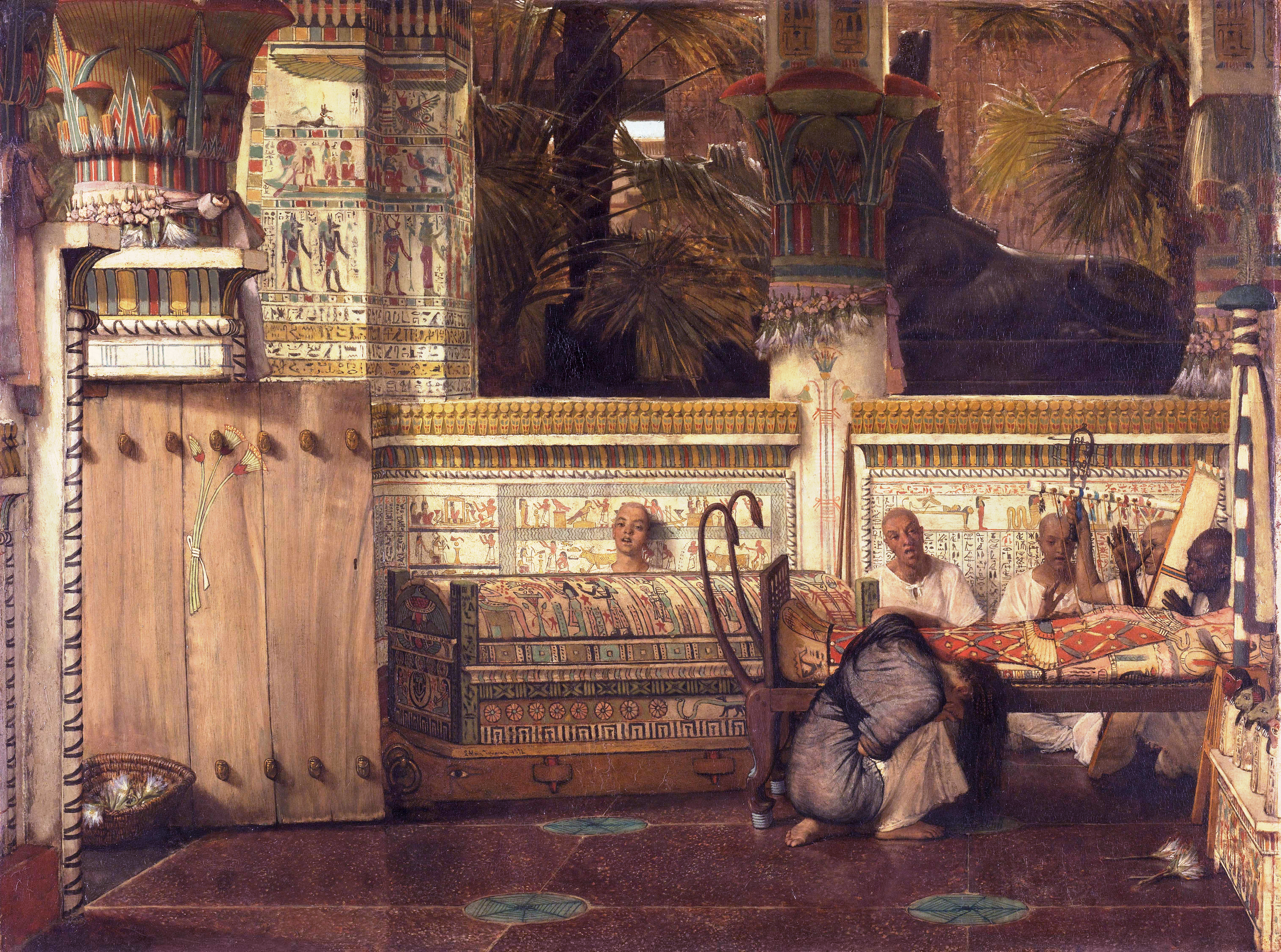
勞倫斯·阿爾瑪-塔德瑪（1872）的《埃及寡婦》

### 人物畫

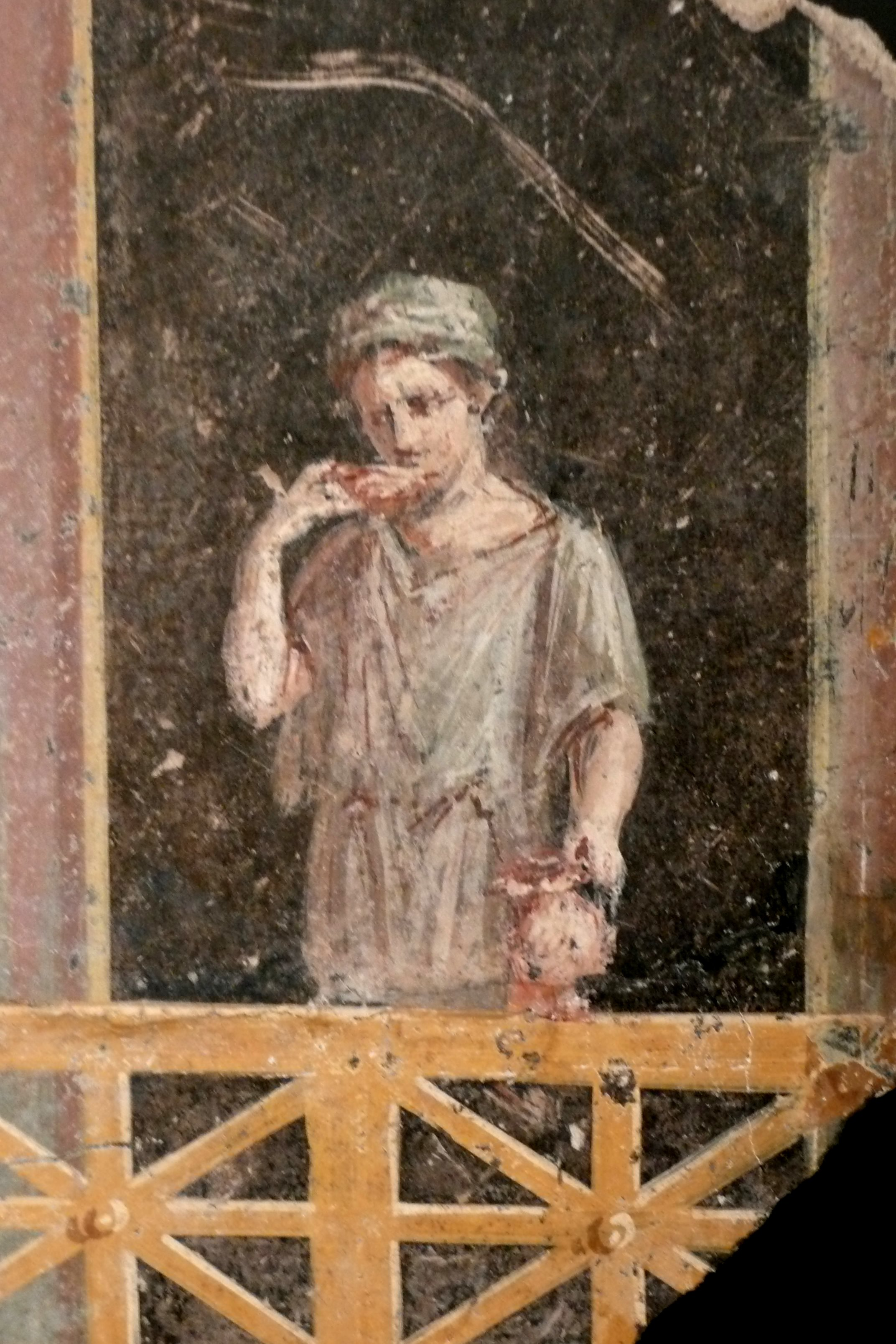
古羅馬女子在陽台上（公元9-14年），蓋蒂別墅收藏
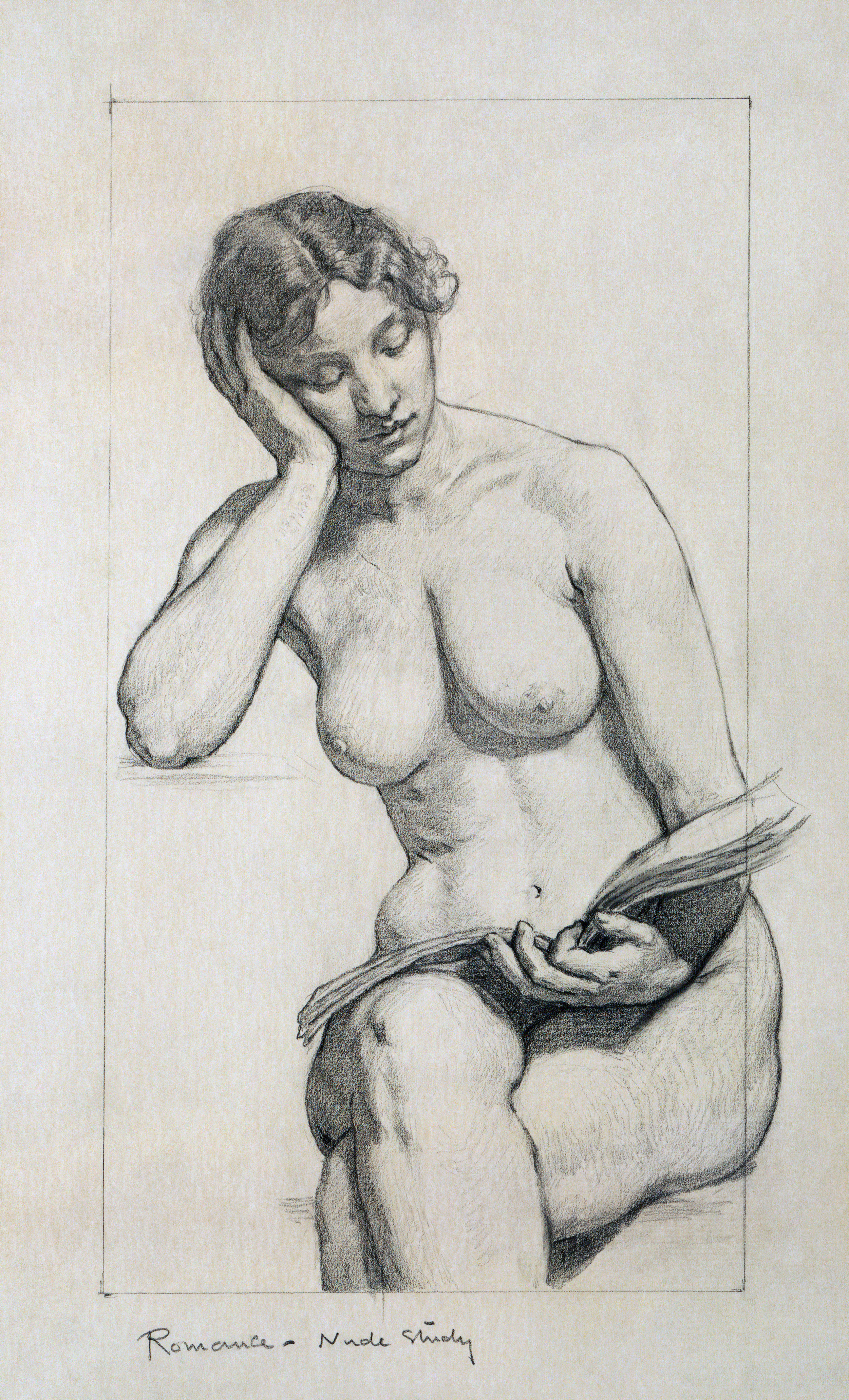
凯尼恩·考克斯（1896年）《裸體研究》
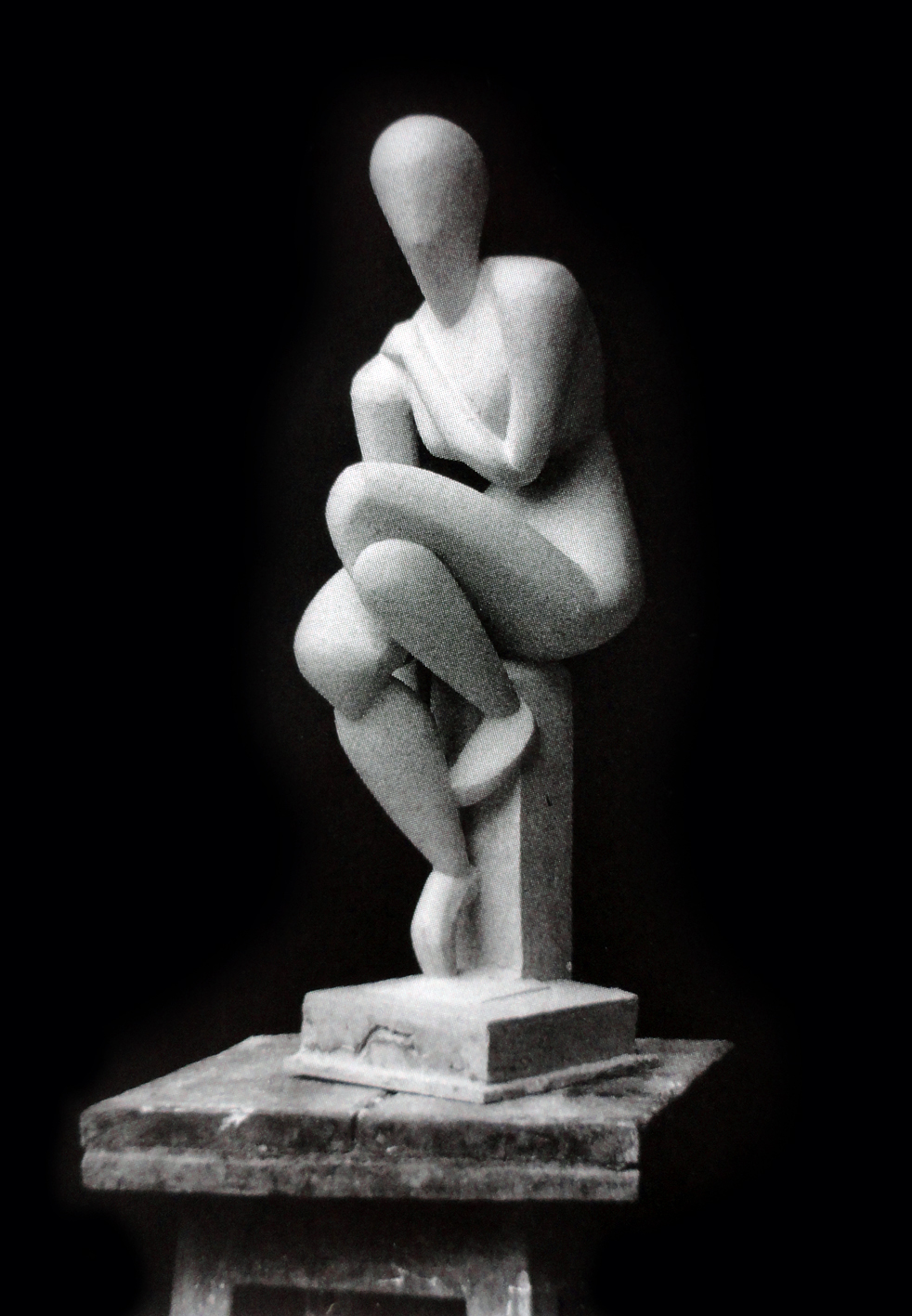
雷蒙·杜尚-維隆（英语：Raymond Duchamp-Villon） (1914年) 《坐姿女人》，石膏
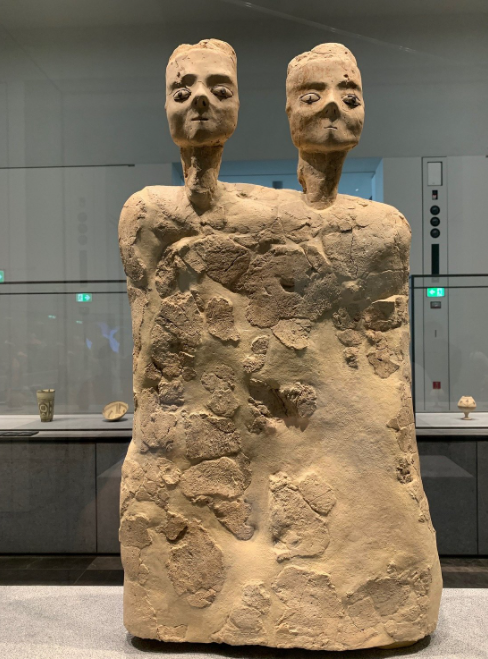
安加扎勒雕像, 約9000年前
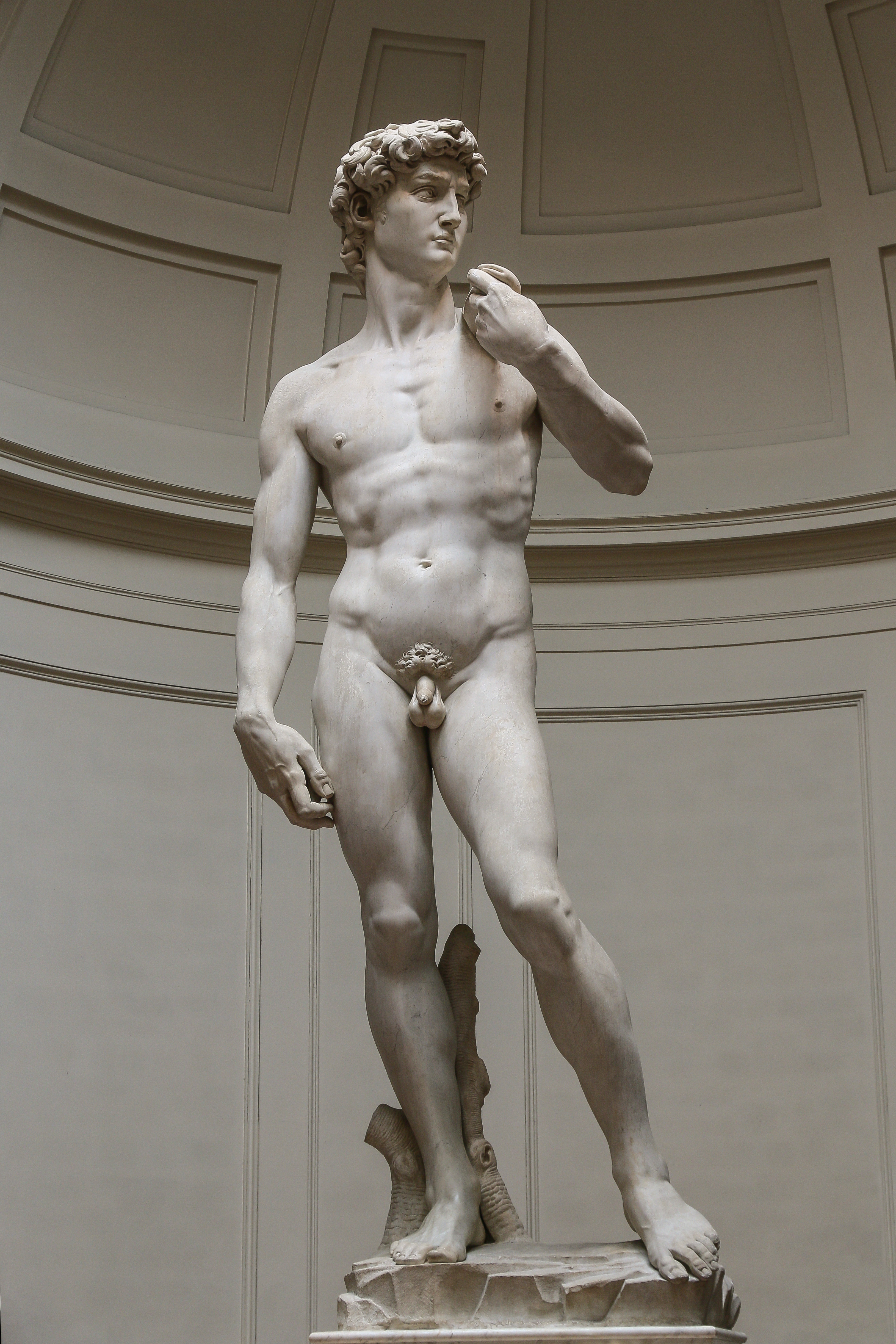
米開朗基羅(1504年)《大衛像》 (1504)
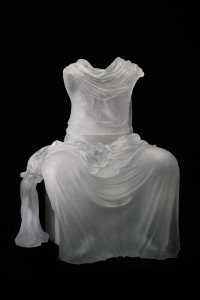
凱倫·拉蒙特（英语：Karen LaMonte） (2005年)《坐姿穿著印象和裝飾》
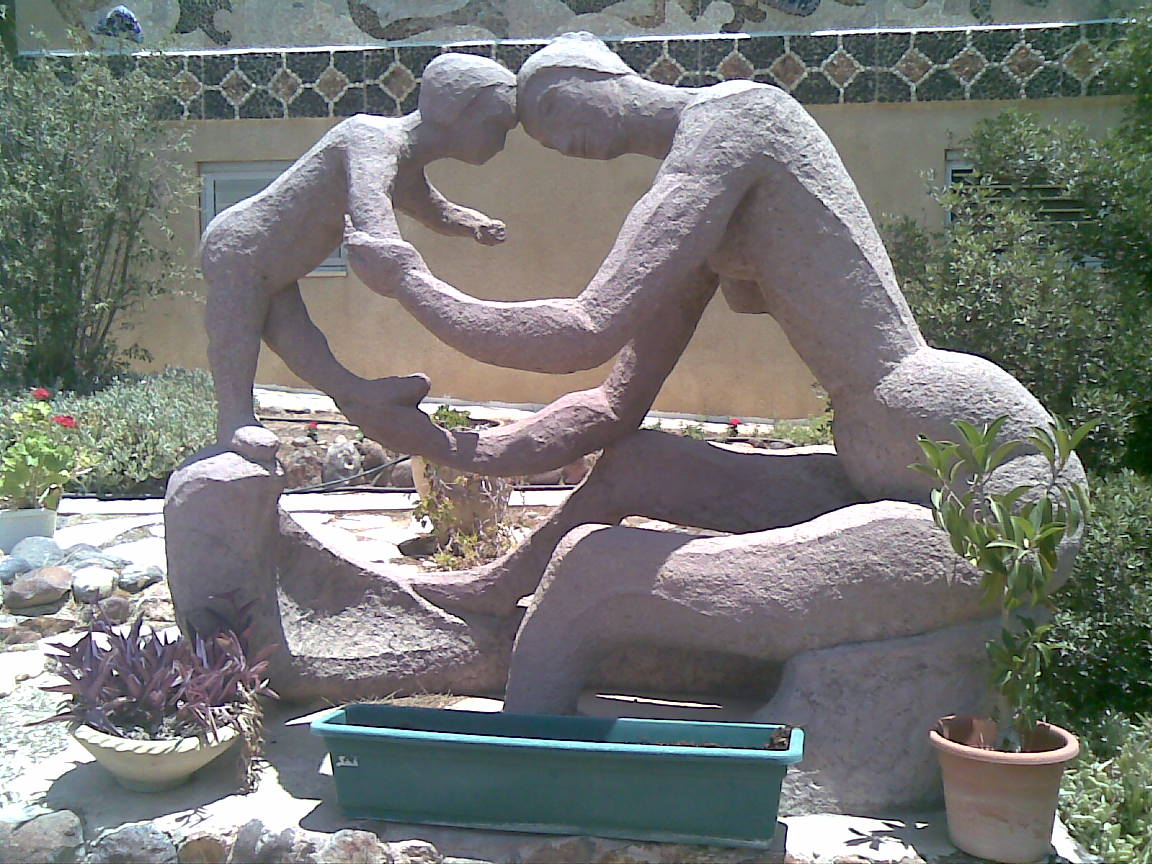
利亞·米克爾森《母親和她的孩子》。

### 景觀、海景

彼得·勃鲁盖尔（1565年）《收割者》
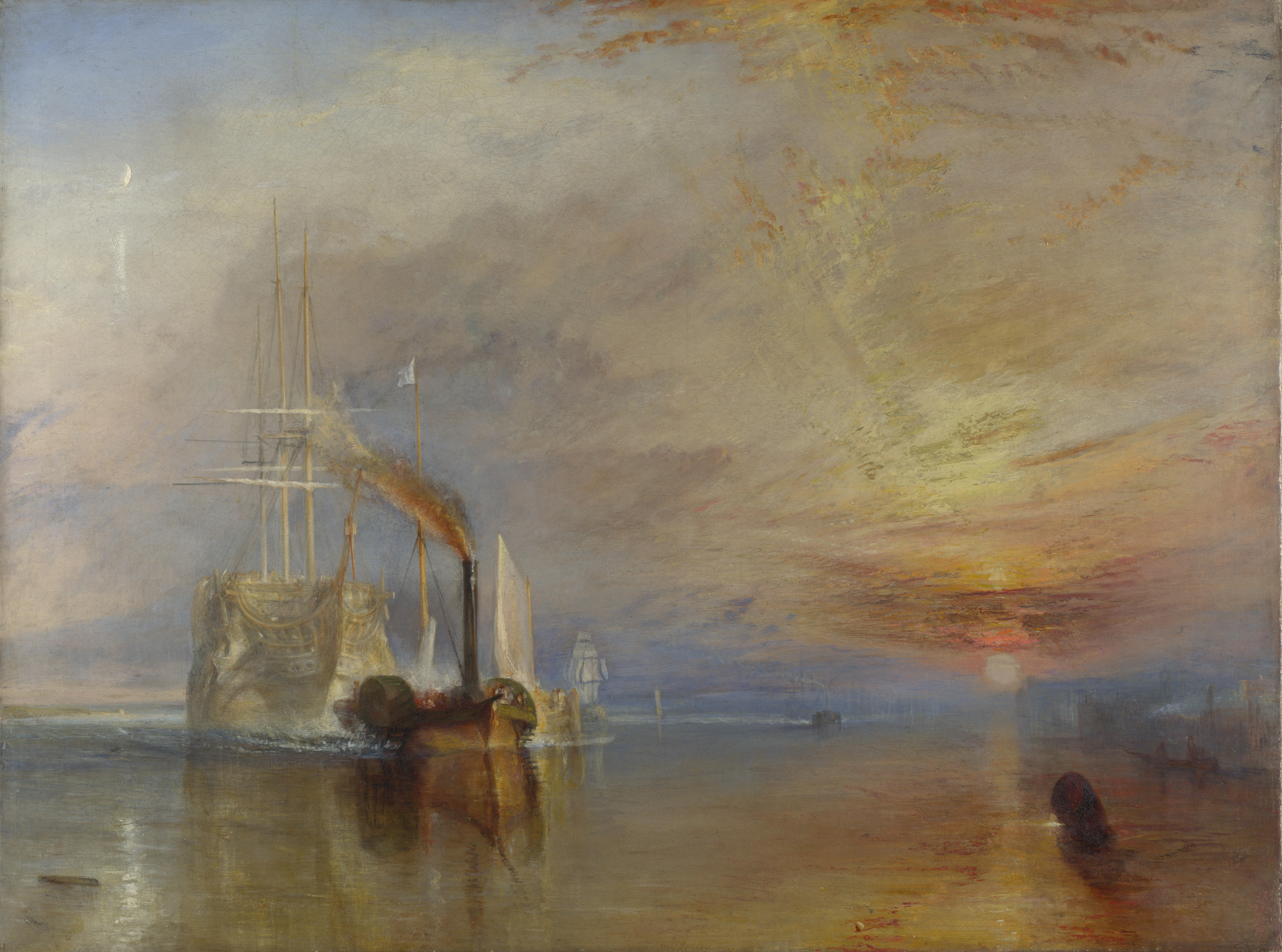
约瑟夫·玛罗德·威廉·特纳（1839年）《戰鬥的泰米爾號》
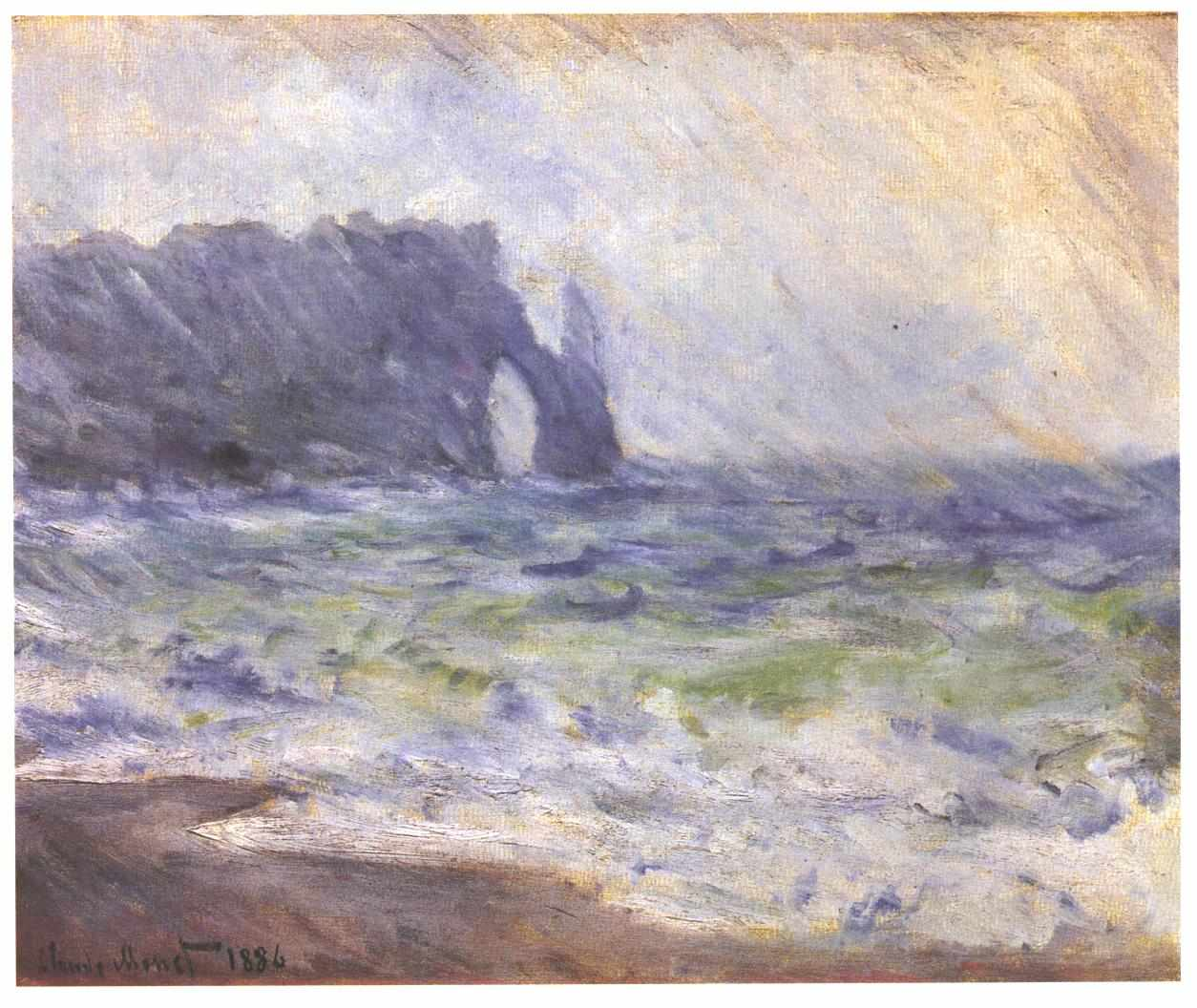
克勞德·莫奈（1886年）《埃雷塔的雨》
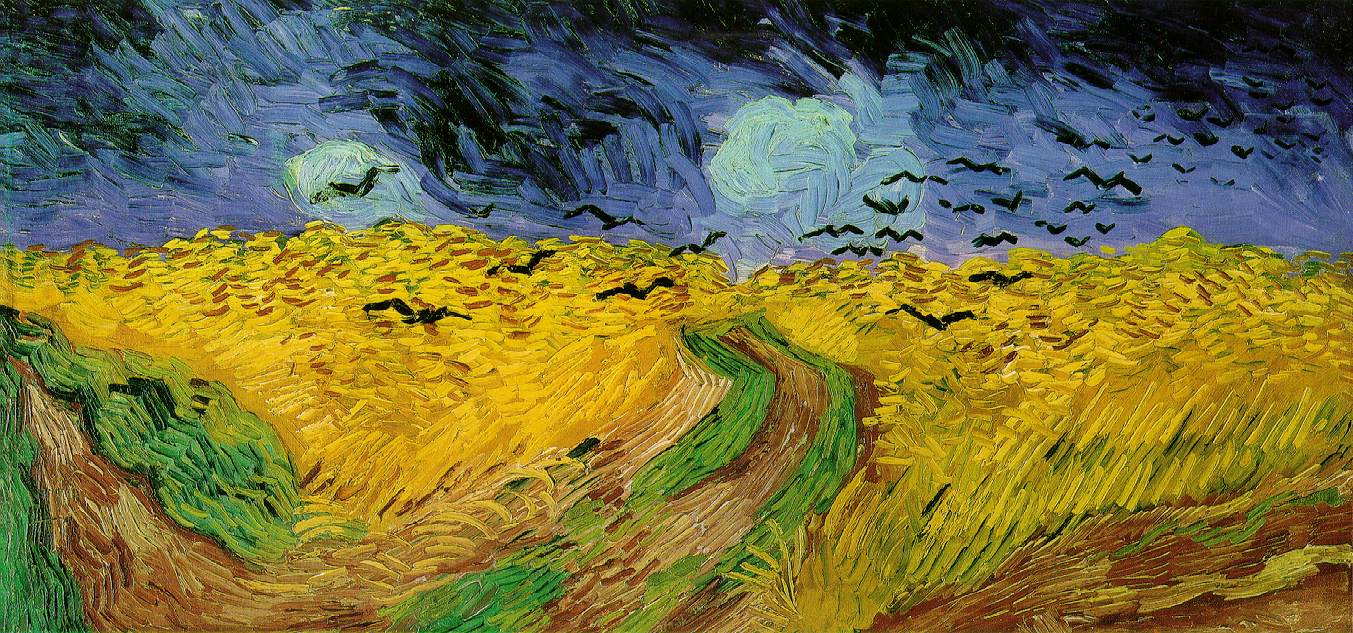
文森特·梵高（1890年）《麥田群鴉》
喬治亞·歐姬芙（1916年）《帕羅杜羅峽谷》

### 靜物畫

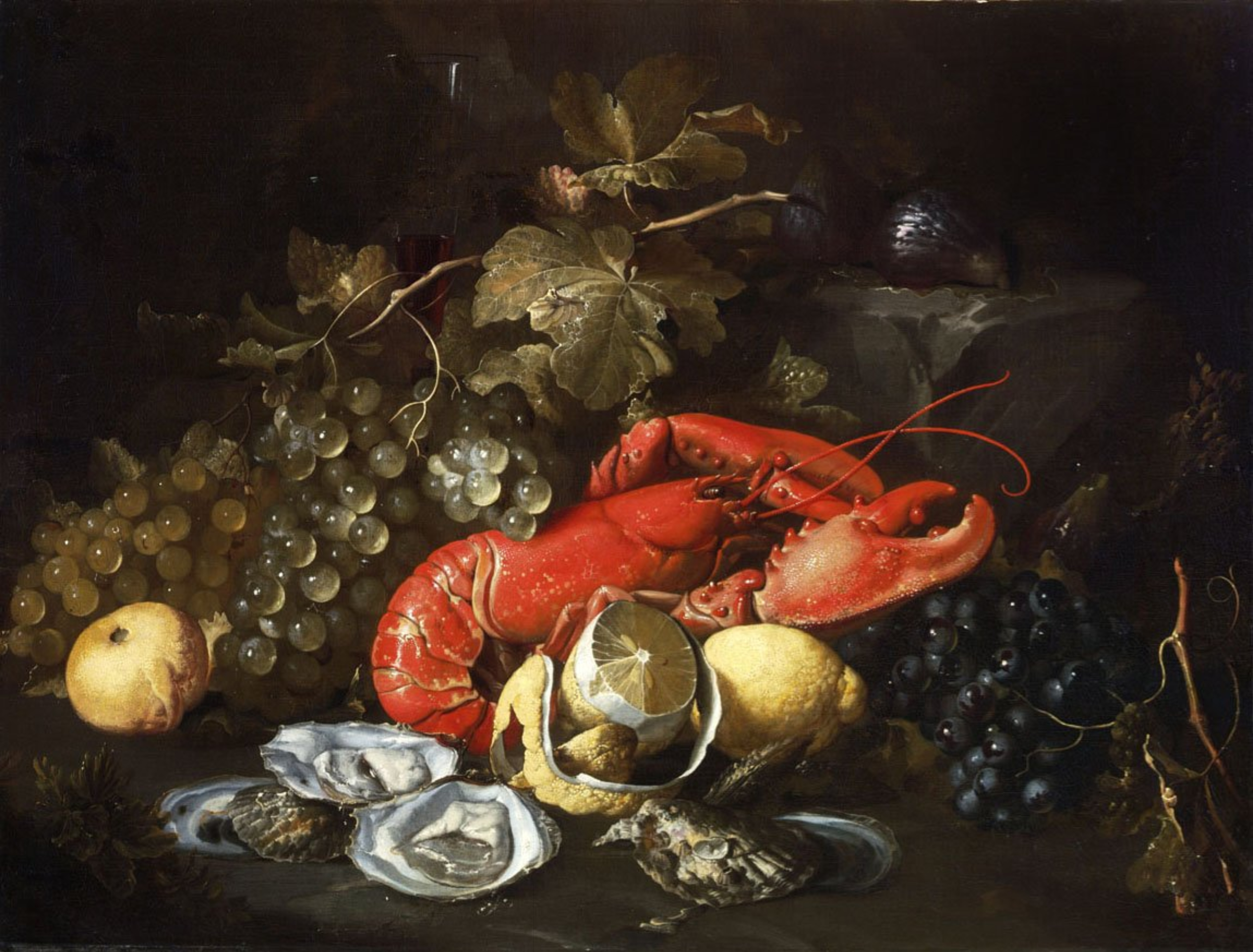
亞歷山大·庫斯曼斯（英语：Alexander Coosemans） (1660年) 《龍蝦和牡蠣靜物》
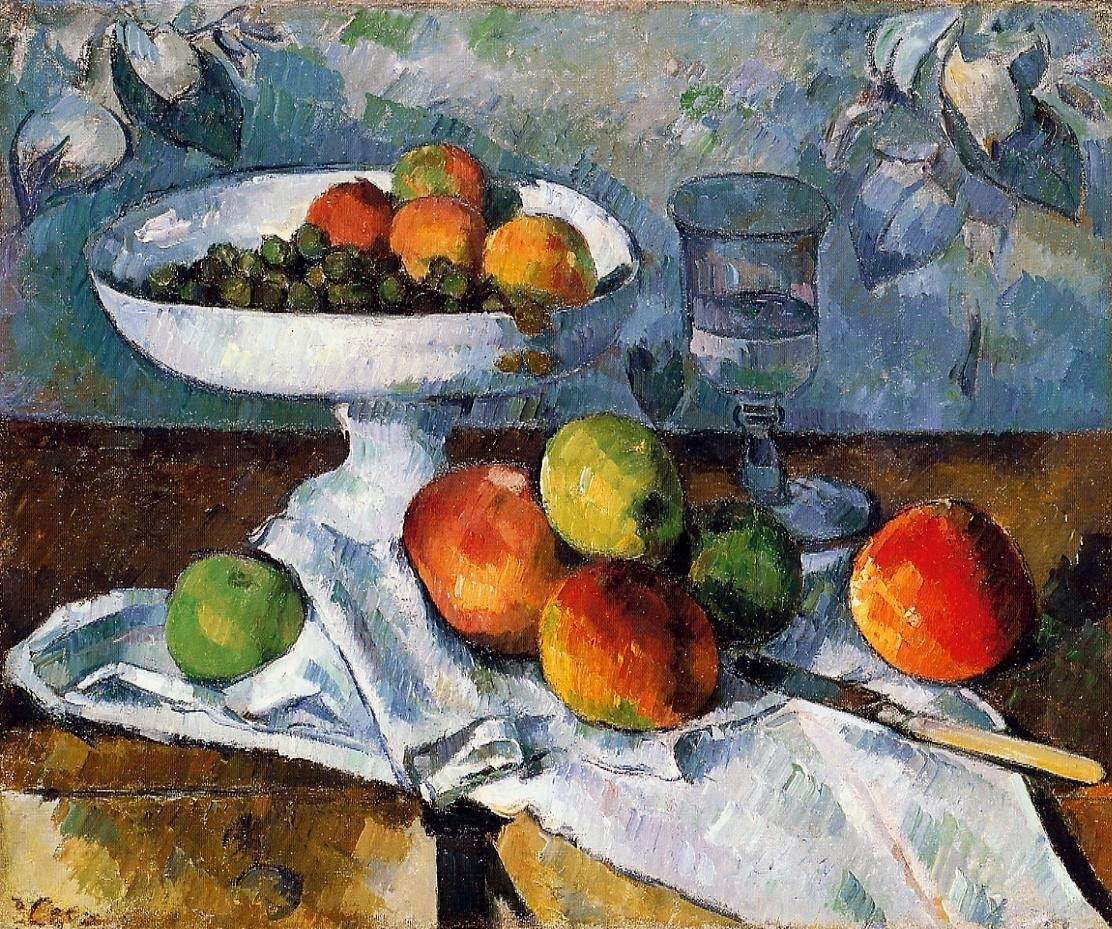
保羅·塞尚 (1879年) 《有果盤的靜物畫》

### 洞穴壁畫

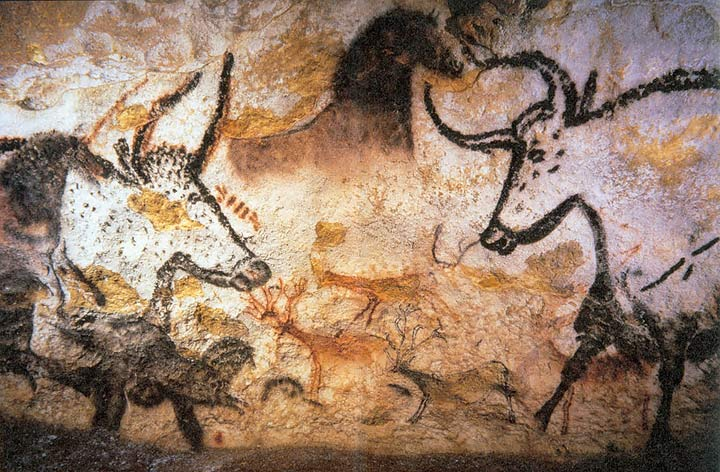
舊石器時代晚期藝術，17,300 年前，展示了野牛、馬和鹿，法國拉斯科
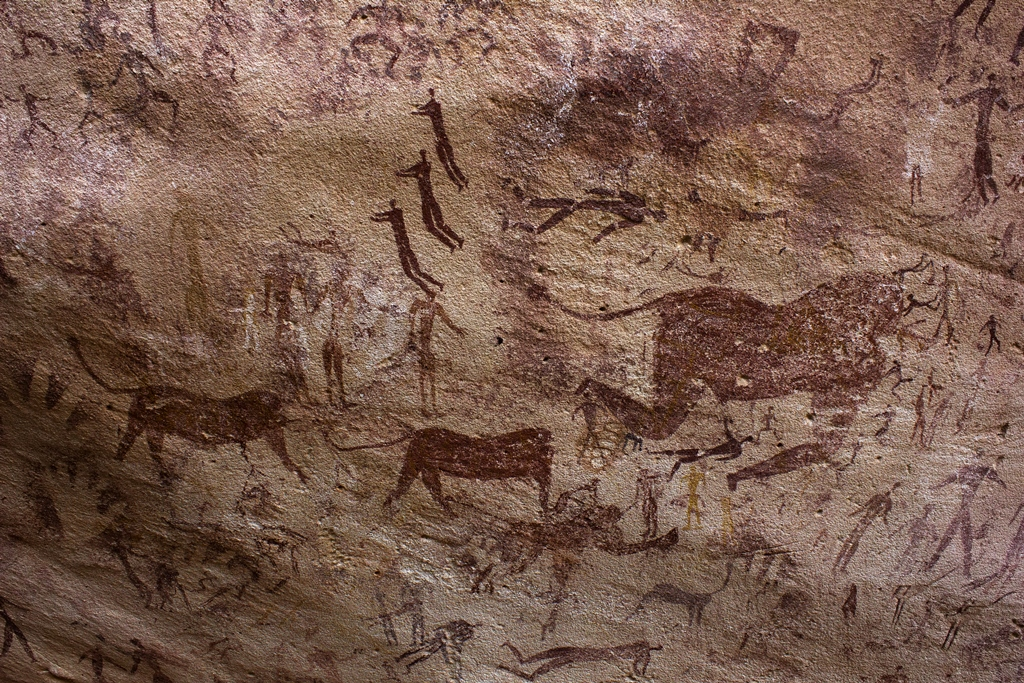
新石器時代的岩石藝術，已有7,000多年的歷史。 野獸洞，埃及

## 另見
- 抽象主義
- 插畫
- 现实主义
- 反觀念主義

## 外部連結
- Figurative art （页面存档备份，存于） at TATE.org